# Bronisław Hellwig

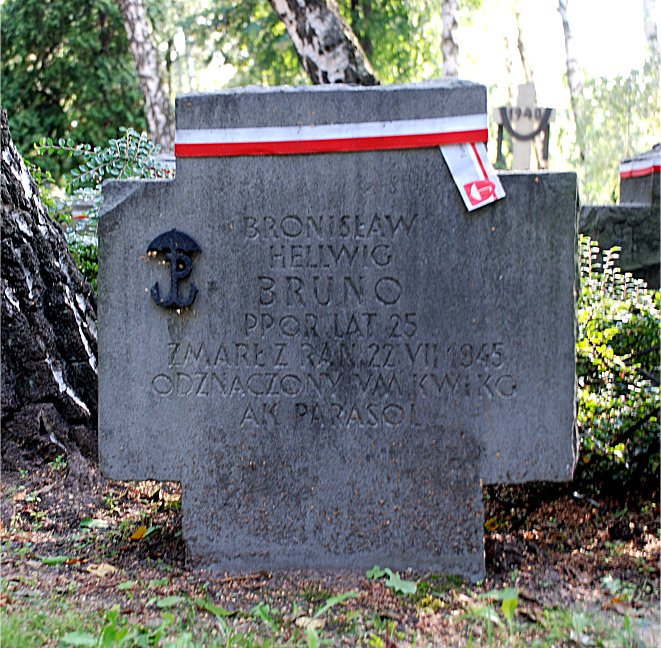
Grób Bronisława Hellwiga na Cmentarzu Wojskowym na Powązkach

Bronisław Karol Hellwig, ps. Bruno (ur. 4 lipca 1920 w Warszawie, zm. 22 lipca 1945 tamże) – harcerz, członek Armii Krajowej, żołnierz batalionu „Parasol”, uczestnik powstania warszawskiego.

## Życiorys
Był związany z żoliborską grupą organizacji samokształceniowej PET, skąd trafił do Szarych Szeregów.
W 1941 wraz ze swoim przyjacielem Zbigniewem Gęsickim „Juno” ukończył Liceum Telekomunikacyjne i podjął pracę na kolei.
1 sierpnia 1943 został, wraz z całą swoją drużyną o kryptonimie CR-500, przekazany do „Agatu” (późniejszy „Parasol”). Został przydzielony do służby motorowej „Moto” tego oddziału. Pełnił tam funkcję szefa tej służby w 1. kompanii. Do batalionu wprowadził swoją narzeczoną Janinę Barbarę Dygę-Hellwig ps. „Ola”, również uczestniczkę powstania warszawskiego. Mieszkanie ciotki Bruna przy ul. Dygasińskiego 22 stanowiło jedno z ważniejszych miejsc spotkań i narad oddziału.
Hellwig był uczestnikiem wielu akcji bojowych batalionu „Parasol” wymierzonych przeciwko okupantowi niemieckiemu: brał udział m.in. w akcji „Braun” w 1943 roku, akcji „Kutschera” i akcji „Stamm” w 1944. Podczas tej ostatniej został ciężko raniony w głowę, wywiązując się jednak do końca z powierzonego mu zadania kierowcy. Zdołał ewakuować uczestników akcji, a także odwieźć siebie i rannych do punktu szpitalnego na ul. Kossaka. W ciężkim stanie 10 maja został przewieziony do mieszkania swego ojca na ul. Pługa 1/3, gdzie opiekowały się nim narzeczona oraz Krystyna Gęsicka ps. „Juna”, siostra Zbigniewa Gęsickiego. Badania lekarskie wykazały, że doznał rozległego krwotoku wewnątrzczaszkowego i infekcyjnego zapalenia opon mózgowych, jak również związanego z tym paraliżu. Po ciężkiej operacji przeprowadzonej w warunkach domowych przez dra Rudowskiego oraz dwumiesięcznej rekonwalescencji „Bruno” odzyskał niemal pełną sprawność i wziął udział w powstaniu warszawskim.
2. dnia powstania 1944 otrzymał rozkaz przyprowadzenia samochodów z ul. Czerniakowskiej do Śródmieścia (miejsca koncentracji oddziału motorowego „Parasola”). Zadanie miał wykonać ze Zbigniewem Tchórzewskim ps. „Rakoczy”. Podczas drogi powrotnej niefortunnie wjechali samochodem w rejon zajęty przez Niemców. Wskutek ostrzału przez „gołębiarza” „Bruno” został ponownie ciężko ranny. Został przetransportowany do szpitala powstańczego przy ul. Wilanowskiej na Górnym Czerniakowie.
Przeżył powstanie. Zmarł po wojnie – 22 lipca 1945 wskutek nawrotu choroby, która była efektem ciężkiego ranienia podczas akcji „Stamm”. Został pochowany w kwaterach żołnierzy i sanitariuszek batalionu „Parasol” na cmentarzu Wojskowym na Powązkach w Warszawie (kwatera A24-7-20). Był ewangelikiem.

## Ordery i odznaczenia
- Krzyż Srebrny Orderu Virtuti Militari nr 13592[6]
- Order Krzyża Grunwaldu III klasy (pośmiertnie, 8 maja 1946)[7]
- Krzyż Walecznych (za udział w akcji „Kutschera” – rozkaz Dowódcy AK nr 267 z 25 marca 1944)[1][8]

## Upamiętnienie
Bronisław Karol Hellwig jest bohaterem filmu dokumentalnego pt. „Bronisław Hellwig” w reż. Tomasza Matuszczaka, wyświetlanego w cyklu dok. „Portrety wojenne” (2014).
Jego nazwisko znalazło się na tablicy umieszczonej na ścianie kamienicy przy al. Szucha 16, upamiętniającej żołnierzy oddziału „Pegaz” poległych w akcji „Stamm”. Napis na tablicy błędnie podaje, jakoby zginął w tej akcji.